# Польська котвиця

Котвиця.

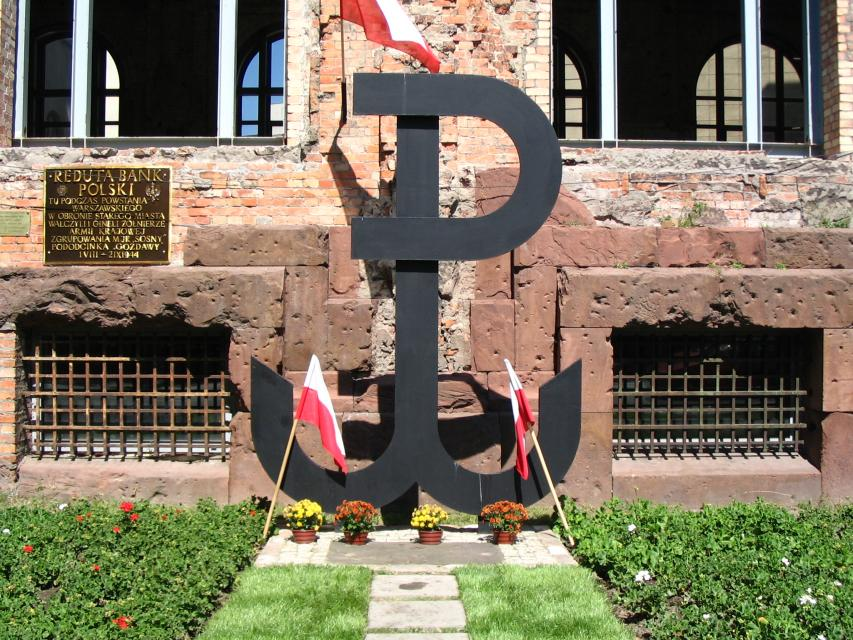
Котвиця як частина монументу на честь Варшавського повстання.

Знак Польщі, що бореться (пол. Znak Polski Walczącej, PW) або Ко́твиця (пол. Kotwica, «якір») — емблема Польської підпільної держави та Армії Крайової з часів Другої світової війни. Символ створили 1942 року члени загону малого саботажу АК Вавер (Вавер — район Варшави) як легко впізнавану емблему польської боротьби за відновлення незалежності. Первинним значенням ініціалів PW були слова Pomścimy Wawer («Поквитаймося за Вавер»), що стосувалися Ваверської різанини (26-27 грудня 1939), яку вважають одним із перших випадків винищенням польських мирних громадян німецькими військовими в окупованій Польщі. З 2015 котвиця — символ військ територіальної оборони Польщі.
Спершу польські партизани із груп саботажу малювали на стінах всю фразу. Згодом, коли вона скоротилася до PW, її значення змінилося до фрази «Polska Walcząca» (Польща, що бореться). На початку 1942 року АК організувала конкурс на дизайн емблеми для репрезентації руху. Переміг проект Анни Смоленської, членкині Сірих Шеренг, що брала участь в операціях малого саботажу. Дизайн поєднував літери P і W у якір (польською «котвиця»).
Смоленську було заарештовано в листопаді 1942 року. Вона померла в Аушвіці в березні 1943 року у віці 23 років.